# Herrehåndboldligaen 2019-20
|  | Dublet Denne artikel handler om det samme som Primo Tours Ligaen 2019-20. (Diskutér artiklen) |

Herrehåndboldligaen var den 84. sæson af Håndboldligaen, den bedste herrerække i håndbold i Danmark.

## Holdinformationer
Følgende 14 klubber spillede i Håndboldligaen i 2019-20 sæsonen:
| Hold                     | Sted          | Hal                          | Kapacitet |
| ------------------------ | ------------- | ---------------------------- | --------- |
| Aalborg Håndbold         | Aalborg       | Jutlander Bank Arena         | 5.000     |
| Aarhus Håndbold          | Aarhus        | Ceres Arena                  | 4.700     |
| Bjerringbro-Silkeborg    | Bjerringbro   | Silkeborg-Hallerne           | 3.900     |
| GOG                      | Gudme         | Gudmehallerne                | 2.645     |
| Fredericia HK            | Fredericia    | thansen.dk Arena             | 2.225     |
| KIF Kolding              | Kolding       | Sydbank Arena                | 5.182     |
| Mors-Thy                 | Nykøbing Mors | Jyske Bank Mors Arena        | 1.500     |
| Lemvig-Thyborøn Håndbold | Lemvig        | Arena Vestjylland Forsikring | 1.400     |
| Ribe-Esbjerg             | Ribe          | Blue Water Dokken            | 3,396     |
| Skanderborg              | Skanderborg   | Fælledhallen                 | 1.700     |
| Skjern                   | Skjern        | Skjern Bank Arena            | 2.400     |
| SønderjyskE              | Sønderborg    | Broager Sparekasse Skansen   | 2.200     |
| TTH Holstebro            | Holstebro     | Gråkjær Arena                | 3.250     |
| Nordsjælland Håndbold    | Helsinge      | Helsinge Hallerne            | 2.500     |

## Eksterne links
- Officiel hjemmeside